# Hiroyuki Tsubokawa
Hiroyuki Tsubokawa (坪川 潤之 Tsubokawa Hiroyuki?), född 15 maj 1997 i Hokkaido prefektur, är en japansk fotbollsspelare.
Tsubokawa började sin karriär 2020 i AC Nagano Parceiro.